# Altenmoor
Altenmoor (niederdeutsch: Olenmoor) ist eine Gemeinde im Kreis Steinburg in Schleswig-Holstein. Zur Gemeinde gehört der Ortsteil Bullendorf.

## Geografie und Verkehr
Altenmoor liegt im Königsmoor, etwa fünf Kilometer westlich von Elmshorn. Südlich verläuft die Bundesstraße 431 von Elmshorn nach Glückstadt.

## Politik

### Gemeindevertretung
Bei der Kommunalwahl am 14. Mai 2023 wurden insgesamt neun Sitze vergeben. Diese fielen erneut alle an die Kommunale Wählervereinigung Altenmoor. Die Wahlbeteiligung betrug 74,9 %.

### Wappen
Blasonierung: „In Silber ein sitzender grüner Frosch über drei schwebenden, nach unten schräg verstutzten schwarzen Balken. Im rechten Obereck eine fünfzackige Krone, der mittlere Zacken mit einer Kugel besteckt.“
Ein gemeinsames Zeichen für die Besiedlung und das Zusammenleben von Mensch und Natur im Königsmoor ist der Frosch. Dem Moor eng verbunden, vertritt der Frosch zudem den namengebenden Ortsteil Altenmoor. Der Name des Ortsteils Bullendorf kann von den „Bollen“ oder „Bohlen“ abgeleitet werden, die im Schildfuß des Wappens dargestellt werden. Das Dorf konnte ursprünglich nur über Bohlenwege erreicht und bewirtschaftet werden. Unter dänisch-königlicher Herrschaft zur Zeit Christians IV. begannen die Namensgebungen und die Besiedlung des Dorfes. Dies wird in dem bis heute erhaltenen Flurnamen Königsmoor sichtbar und im Wappen durch die Krone zum Ausdruck gebracht.

## Wirtschaft
Das Gemeindegebiet ist überwiegend landwirtschaftlich geprägt, der Ort wandelt sich jedoch mehr und mehr zu einem Wohnort für Arbeitspendler.
Durch den östlichen Teil des Gemeindegebiets verläuft die Marschbahn Elmshorn–Westerland, ohne dort aber je einen Bahnhof oder Haltepunkt gehabt zu haben. Nächster Bahnhof ist Elmshorn, einige Kilometer östlich von Altenmoor.

## Persönlichkeiten
- Roberto Pries (1955–2012), Handballspieler